# Le Moulinet-sur-Solin
Le Moulinet-sur-Solin ist eine französische Gemeinde mit 128 Einwohnern (Stand: 1. Januar 2022) im Département Loiret in der Region Centre-Val de Loire; sie gehört zum Arrondissement Montargis und zum Kanton Gien. Die Einwohner werden Moulinetois genannt.

## Geographie
Le Moulinet-sur-Solin liegt etwa 54 Kilometer ostsüdöstlich von Orléans. Hier entspringt der Solin. Umgeben wird Le Moulinet-sur-Solin von den Nachbargemeinden Montereau im Norden und Westen, Varennes-Changy im Norden und Nordosten, Langesse im Osten, Les Choux im Süden und Südosten sowie Dampierre-en-Burly im Süden und Südwesten.

## Bevölkerungsentwicklung
| 1962                       | 1968 | 1975 | 1982 | 1990 | 1999 | 2006 | 2018 |
| -------------------------- | ---- | ---- | ---- | ---- | ---- | ---- | ---- |
| 167                        | 147  | 116  | 104  | 120  | 143  | 140  | 118  |
| Quellen: Cassini und INSEE |      |      |      |      |      |      |      |